# Rohese de Clare (1252–1317)
Rohese de Clare (auch Rose oder Roese de Clare; * 1252; † 1317) war eine englische Adlige. 
Sie entstammte der anglonormannischen Familie Clare und war eine Tochter von Richard de Clare, 5. Earl of Hertford und von Maud de Lacy. Ihr Vater starb bereits 1262. Ihre Mutter und ihr Bruder Bogo verheirateten sie 1270 mit Roger de Mowbray, 1. Baron Mowbray, einen kleineren Baron aus Thirsk in Yorkshire. Ihr Mann starb 1296 oder 1297, von ihrem weiteren Leben ist nur ihr Todesjahr bekannt.
Aus ihrer Ehe hatte sie mindestens zwei Kinder:
- John Mowbray, 2. Baron Mowbray (1286–1322) ⚭ Alicia de Braose, Tochter von William de Braose, 2. Baron Braose
- Alexander Mowbray ⚭ Elizabeth Muster, eine Tochter von Henry Muster